# Старі Новаки
Старі Новаки́ — село в Україні, у Лугинській селищній територіальній громаді Коростенського району Житомирської області. Населення становить 161 особу (2001).

## Географія
Розташоване над річкою Кремне, правою притокою Жерева.

## Історія
Колишня назва Новаки.
У 1906 році — село Новаки Білокуровицької волості Овруцького повіту Волинської губернії. Відстань від повітового міста 65 верст, від волості 15. Дворів 78, мешканців 490.
У 1941—54 роках — адміністративний центр колишньої Староноваківської сільської ради Лугинського району.

## Населення

### Мова
Розподіл населення за рідною мовою за даними перепису 2001 року:
| Мова       | Кількість | Відсоток |
| ---------- | --------- | -------- |
| українська | 159       | 98.76%   |
| російська  | 1         | 0.62%    |
| білоруська | 1         | 0.62%    |
| Усього     | 161       | 100%     |